# Спасоје Хаџи Поповић
Спасоје Хаџи Поповић (Буф, 18. август 1882 — Битољ, 3. јул 1926) био је српски новинар, добротвор, просветни и национални радник.

## Биографија
Спасоје Хаџи Поповић је рођен 18. августа 1882. године у селу Буф код Лерина у Егејској Македонији. Он је био син проте Хаџи Василија и унук "чувеног јунака и браниоца Хришћана од Турака" - поп Константина Буфског. Још као дете, у кући својих родитеља, био је сведок подела једног истог народа на егзархисте и патријаршисте. Похађао је као први ђак српску основну школу у Битољу, за чије је отварање најзаслужнији његов отац. Уписао је српску гимназију у Битољу 1899. године, а завршио је у Скопљу. По завршетку гимназије, уписује учитељску школу у Пакрацу и Алексинцу, коју завршава 1904. године. Као државни питомац студирао је у Француској. Наредне године је био упућен за сталног учитеља и служио је у Кривељу и Доњој Белој Реци (Тимочки округ), затим Доњој Трешњици (Подрински округ), Новом Кориту (Тимочки округ) и Крупцу (Нишки округ), док није 15. новембра 1915. године премештен у Прилеп. Из Прилепа је, после ослобођења 1918. године, био премештен у Битољ, где је једно време вршио дужност школског надзорника. Био је члан добротвор Друштва Свети Сава. У Битољу је 1922. године покренуо лист Јужна звезда, чији је био директор и главни уредник. Лист је писао и штитио интересе Срба који су остали након разграничења у Грчкој.
Због његовог залагања за права и слободу Срба који су остали под Грчком, над њим су била извршена два атентата, која је преживео (један у новембру 1924.). У центру Битоља, 3. јула 1926. године, над њим је извршен нови - трећи атентат који овог пута није преживео. Прво се мислило да иза атентата стоји Грчка, али је убрзо утврђено да је то терористичка ВМРО. Главни организатор је био Крсто Љондев, извршиоци Лазар Мулев, Коста Бицинов, Васил Липитков и Никола Абдураманов. Ухапшени су Крсто Љондев, Васил Липитков и Никола Абдураманов, док су Мулев и Бицинов успели да се домогну Бугарске. Током процеса је преминуо Крсто Љондев, а пресудом су на смрт осуђени Васил Липитков, Никола Абдураманов, Павле Стојановић, Фидан Мојсовић и Димитрије Тодоровић. Смртна казна је извршена 21. јуна 1928. године у Горњем Оризару код Битоља.